# Ла-Кондомина
«Ла-Кондомина» (исп. Estadio de La Condomina) — футбольный стадион в Мурсии.
Стадион в Мурсии был построен в 1920-х годах, первый матч состоялся 25 декабря 1924 года. Более 80 лет клуб Реал Мурсия проводил на поле Ла-Кондомины свои матчи, в том числе и самого высокого уровня. С 1999 года на стадионе играл и ФК «Сьюдад де Мурсия».
В 2000-е вместимость и инфраструктура не соответствовали международному уровню. «Реал Мурсия» в 2006 году переехал на построенный стадион «Нуэва-Кондомина» (Новая Кондомина). «Мурсия» же была продана бизнесмену из Гранады, переехала в Андалусию и стала выступал под названием «Гранада-74».
Сегодня на Ла-Кондомине выступают команды низшего уровня, женские и юношеские клубы.